# Aisha Al-Suleimani
Aisha Al-Suleimani (* 19. September 2002) ist eine omanische Tennisspielerin.

## Karriere
Sie spielt seit 2018 für die omanische Fed-Cup-Mannschaft und verlor alle ihrer bisherigen drei Begegnungen, davon ein Einzel und zwei Doppel.